# سيرة المصطفى (كتاب)
سيرة المصطفى (بالأردية: سیرت المصطفی) هي سيرة من ثلاثة مجلدات لنبي الإسلام محمد، كتبها محمد إدريس كاندھلوي باللغة الأردية.

## ملخص
ينقسم الكتاب إلى ثلاثة مجلدات. وترجم أفضل حسين الياس الكتاب إلى اللغة الإنجليزية، والذي نشر أيضًا نسخته المختصرة.